# Baxter Springs
Baxter Springs – miasto położone w hrabstwie Cherokee, w stanie Kansas, na zachodnim brzegu Spring River, na skraju Wyżyny Ozark. Graniczy ze stanem Oklahoma i Missouri. Główna ulica miasta jest częścią historycznej Drogi 66 łączącej Chicago z Los Angeles.

## Historia
Tereny, na których leży miasto, od połowy XVII w. stanowiły terytorium plemienia Osedżów, którzy przybyli z terenu obecnego stanu Kentucky, pod naporem Irokezów i przyjęli zwyczaje Indian Wielkich Równin. Po walkach z innymi plemionami, w połowie XVIII w. zdominowali większość terenów obecnych stanów: Kansas, Missouri i Oklahoma. Dzisiejsze Baxter Springs znajdowało się od 1803 roku na tzw. Szlaku Czarnego Psa wiodącym z zimowych terenów Osedżów na wschód od miasta w kierunku południowo-zachodnim do letnich terenów łowieckich na tzw. Słonych Równinach (obecne hrabstwo Alfalfa, Oklahoma). Zatrzymywali się tu w celu odpoczynku ze względu na dużą liczbę źródeł. Szlak przez nich stworzony mógł pomieścić ośmiu jadących obok siebie jeźdźców i był pierwszą utwardzoną drogą w Kansas i Oklahomie.
W latach 30. XIX w. po uchwaleniu przez władze USA tzw. Aktu Usunięcia Indian, zmuszono do przesiedlenia się na te tereny plemię Czirokezów, którzy osiedlili się na tak zwanym Neutralnym Terytorium Czirokezów, będącym częścią wyznaczonego Terytorium Indiańskiego.
W pobliżu źródeł powstała faktoria, wokół której ukształtowała się społeczność złożona z rdzennych Amerykanów i europejskich osadników. W 1848 jeden z osadników, John J. Baxter wykupił część terenu, po czym otworzył tu zajazd i sklep, zwane Baxter’s Place. Miasto założono tu w 1868 r. nadając mu obecną nazwę.
W czasie wojny secesyjnej wybudowano tu kilka posterunków wojskowych i ufortyfikowano teren dawnej faktorii dla ochrony osadników przed oddziałami i bojówkami konfederatów. 4 października 1863 około 500 członków prokonferederackiej partyzantki – bushakerów, tzw. Najeźdźców Quantrilla (Quantrill’s Riders) zaatakowało Fort Baxter zabijając niemal całą załogę, w tym jeńców. Wydarzenie to znane jest jako Masakra w Baxter Springs.
Znaczny wzrost rangi miasta nastąpił po wojnie, wraz ze wzrastającym zapotrzebowanie na wołowinę. Właściciele bydła z Teksasu korzystali z Baxter Springs jako punktu postojowego przed Kansas City, połączonego koleją ze wschodem. Miejscowość zyskała rangę pierwszego miasta znanego z przeładunku bydła (tzw. cowtown) w Kansas. W 1875 liczyła 5000 mieszkańców. Po zbudowaniu linii kolejowej łączącej Teksas z północą znaczenie miasteczka zaczęło maleć.
Odkrycie złóż ołowiu na początku XX wieku przyniosło ponowny wzrost ekonomiczny. Rada Miasta uchwaliła przepisy ograniczające wydobycie w obrębie samego miasta, lecz okolica bardzo ucierpiała z powodu degradacji środowiska. Przemysł górniczy zaczął podupadać w latach 40. XX wieku, kiedy wykorzystano już większość zasobów. Niektóre pobliskie miasteczka całkowicie zniknęły. Pod koniec XX w. władze federalne i stanowe podjęły próbę ratowania środowiska przyrodniczego na tym terenie. W dolinie rzeki powstał park krajobrazowy.

## Galeria

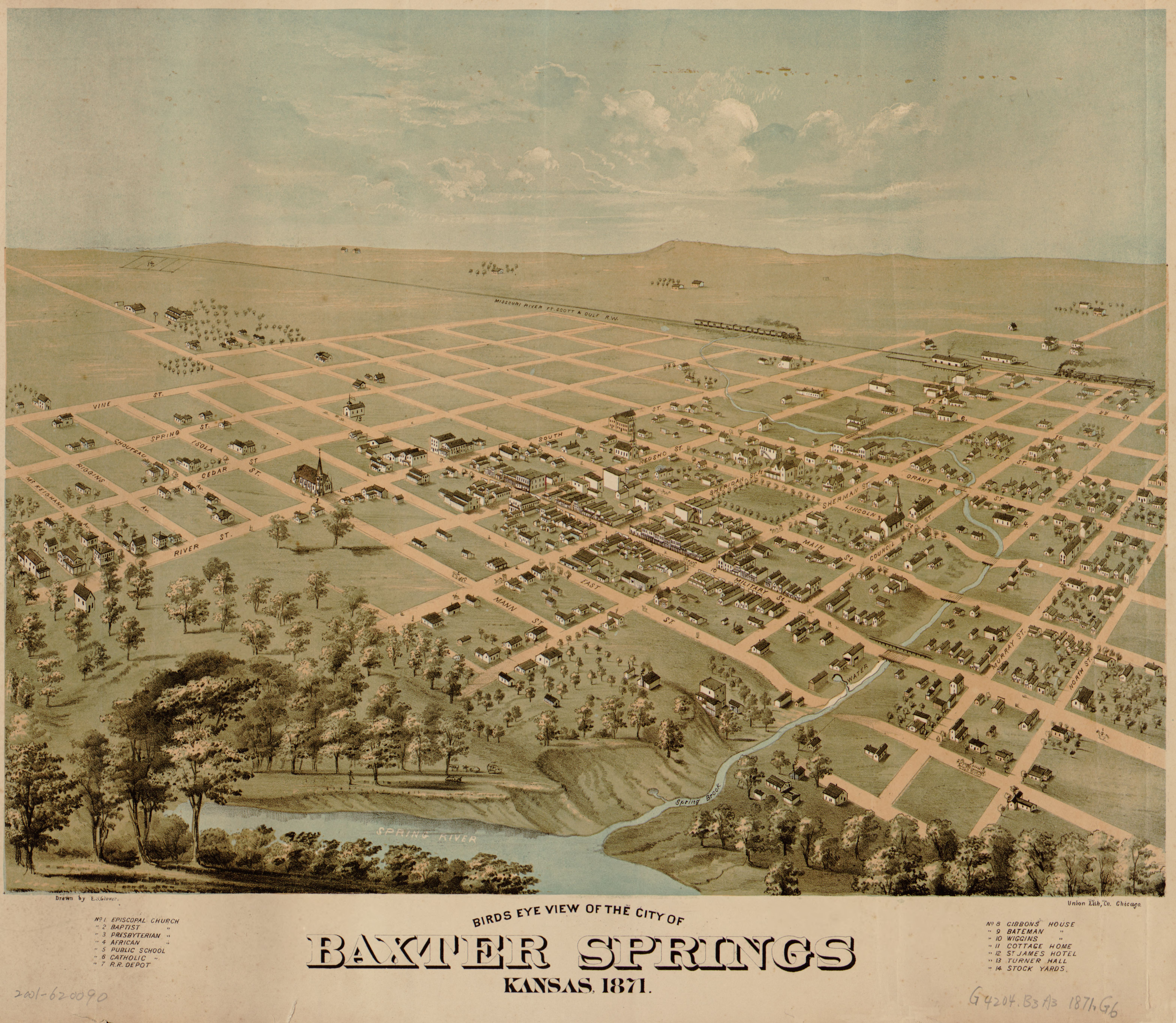
Widok miasta w 1871roku
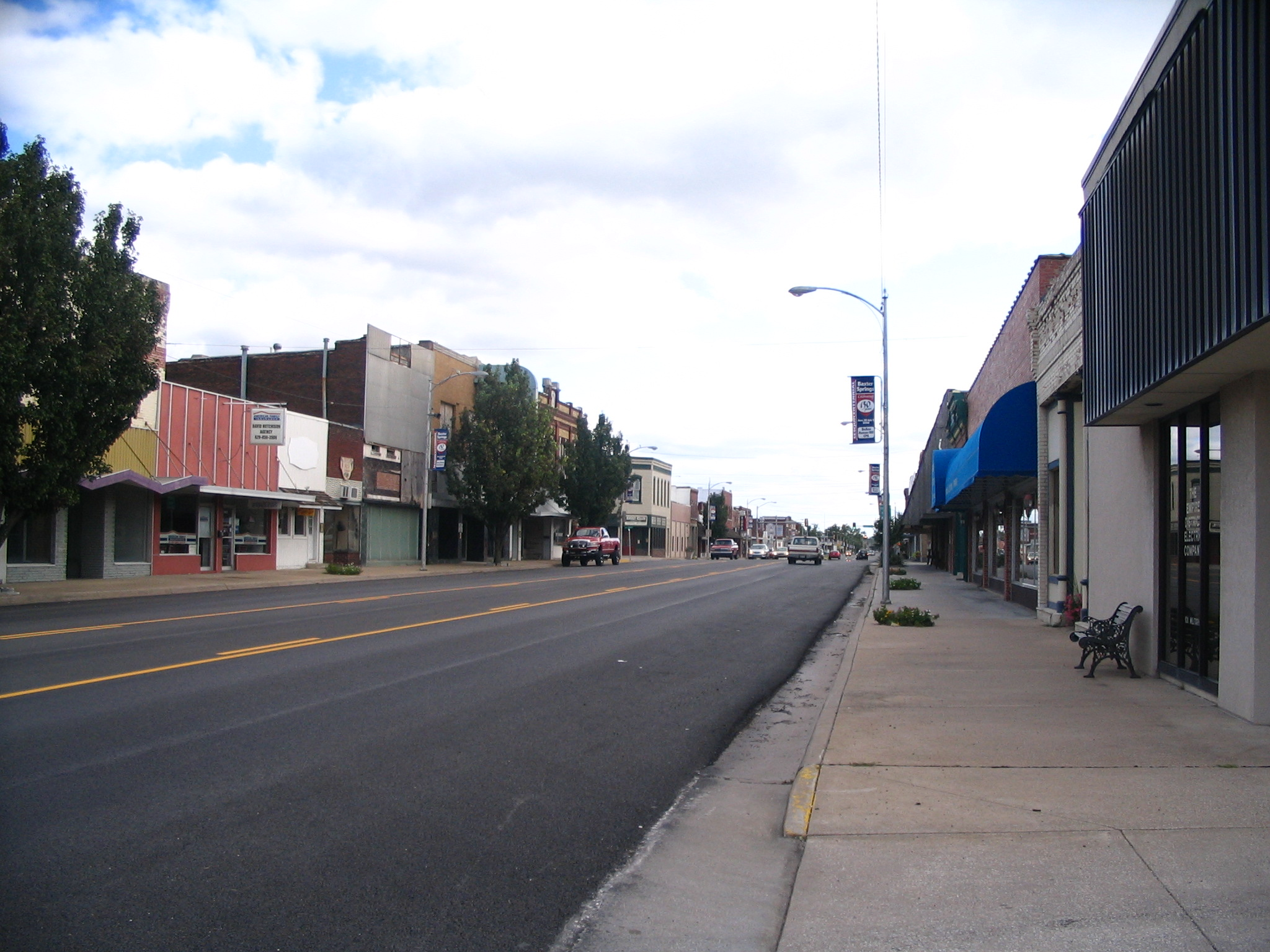
Centrum miasteczka. Military Road.
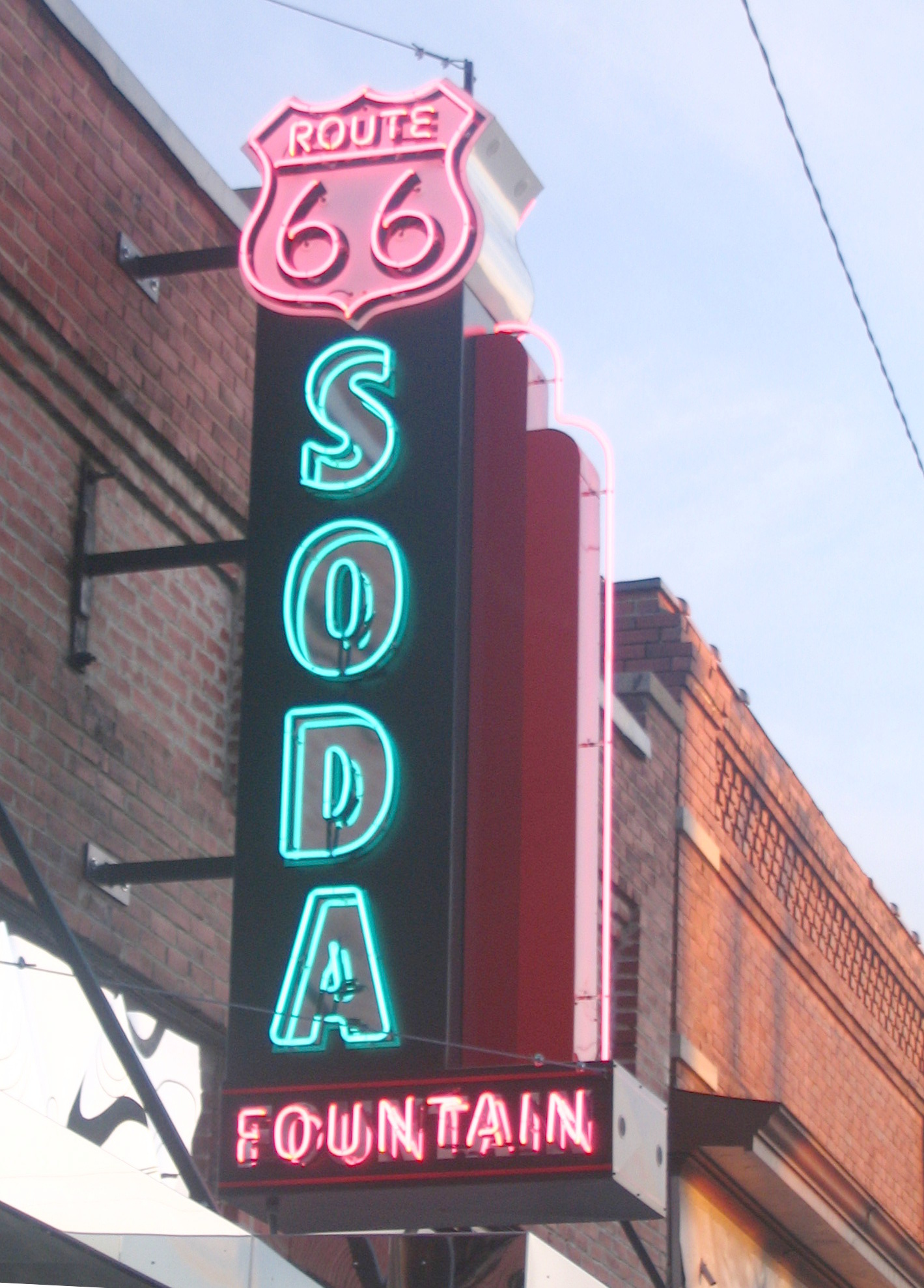
Dawna reklama saturatora w centrum miasta.
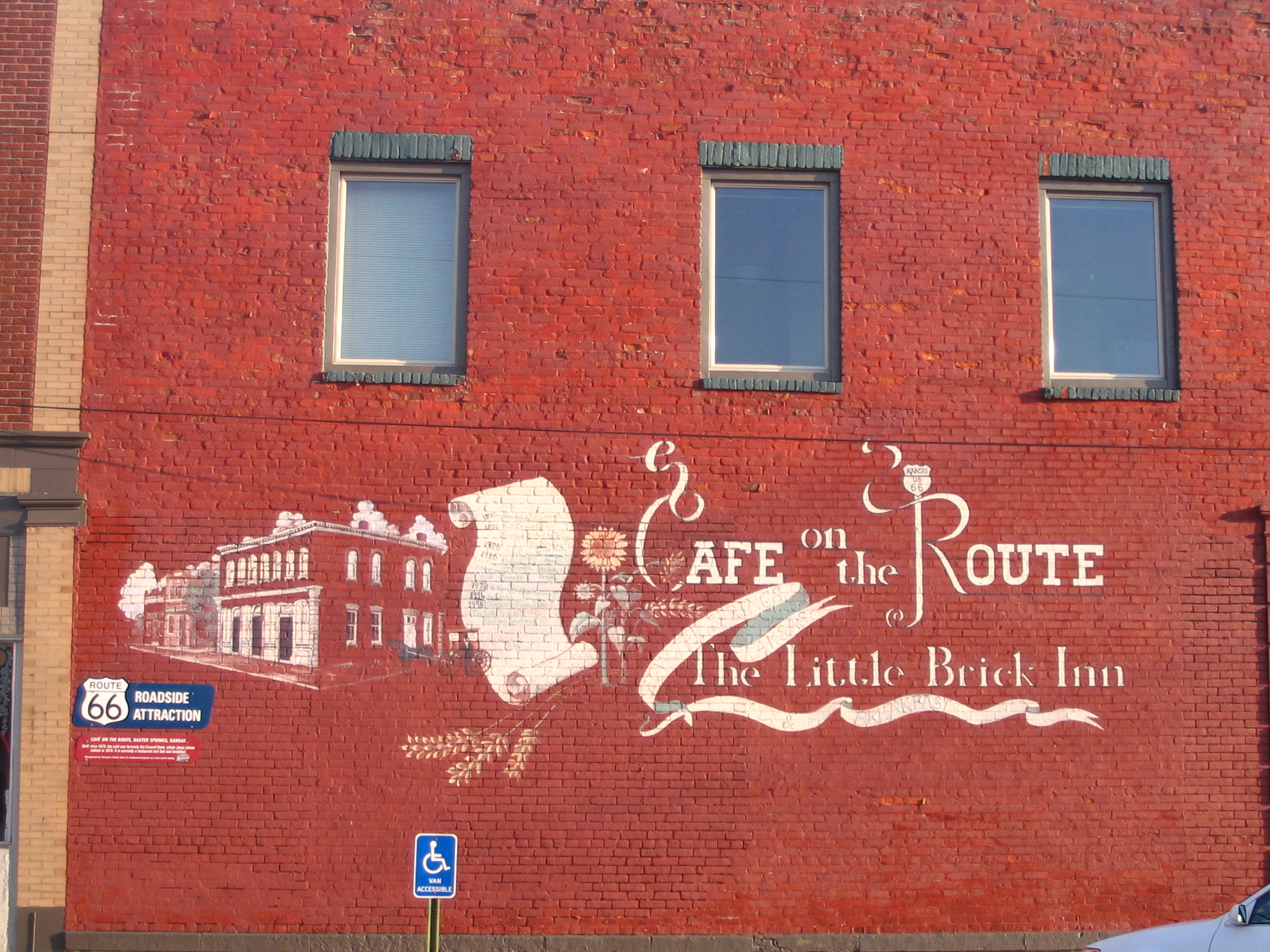
Mural baru na Drodze 66
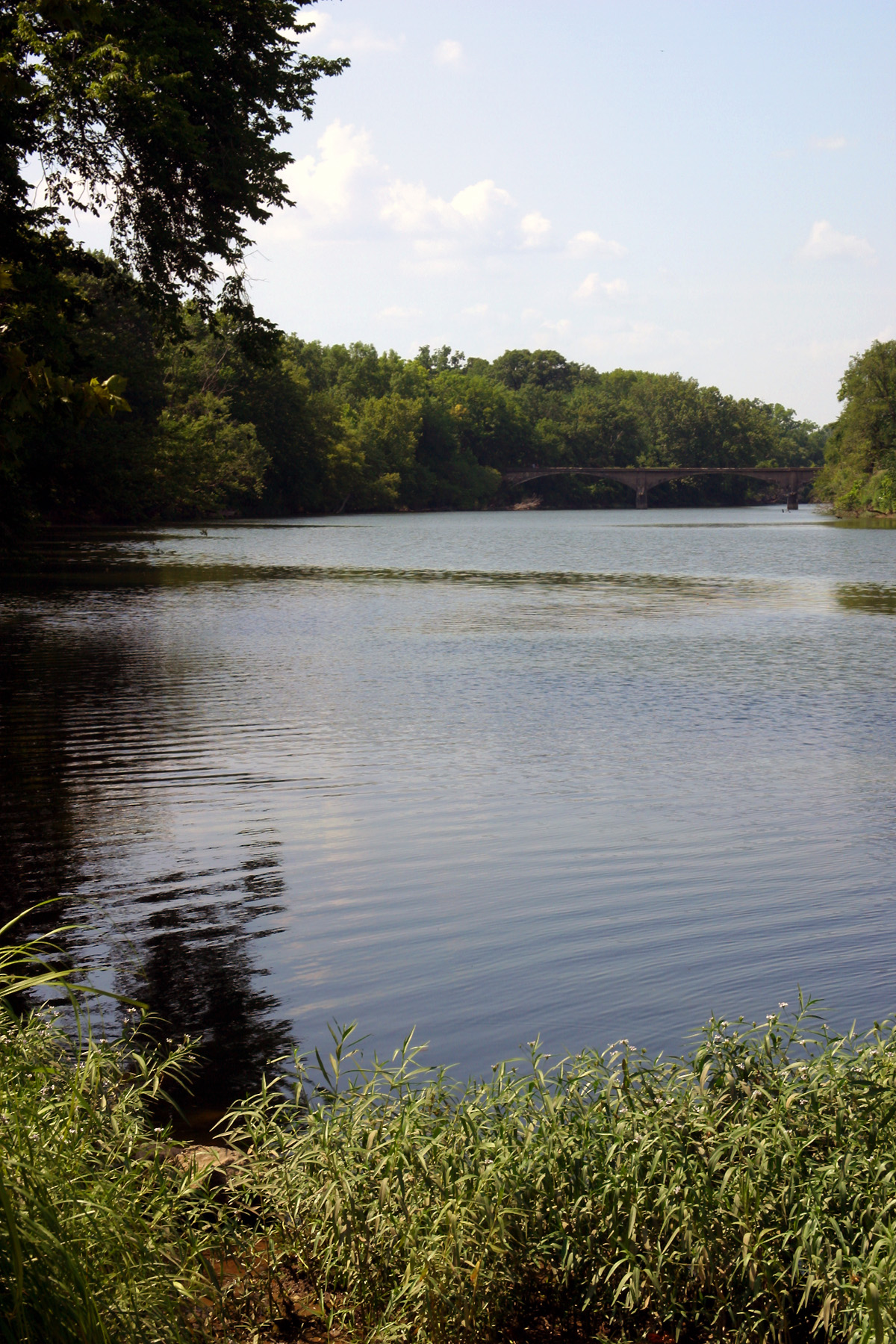
Rzeka "Spring River"